# Христос Спасител (Ужгород)
„Христос Спасител“, също и Православен катедрален храм „Въздвижение на Светия кръст“ (на украински: Кафедральний Хресто-Воздвиженський собор) е храм в Ужгород, Украйна, принадлежащ на Украинската православна църква (Московска патриаршия). Намира се на площад „Кирил и Методий“. Строежът на храма започва през 90-те години и е завършен през 2000 г. Първата служба се състои на 27 септември 2000 г. Настоятел на храма е протойерей Дмитрий Сидор, председател на Сойма на подкарпатските русини.
Храмът се вижда от почти всяка част на града, височината му е 60 м. Състои се от долната църква „Въздвижение на Светия кръст“ (височина 6 м) и горния храм „Христос Спасител“ (височина 36 м). Основният позлатен купол на катедралата е увенчан с 8-метров и 500-килограмов позлатен кръст. Заобиколен е от четири по-малки сини купола. По време на строителството на храма е използвана архитектурна техника, която никога преди това не е била използвана при изграждането на катедрали. Под тамбура на основния купол с диаметър 14 м е скрит друг с диаметър 9,5 метра. В пространството между стените на тамбурите са подредени стъпала нагоре.
Капацитетът на храма, построен до голяма степен по модела на московската катедрала „Христос Спасител“, е 5000 души, всяка седмица до 4000 души се събират за служби. Храмът разполага с конферентна зала за 300 и благотворителна трапезария за 100 души.
От 1998 г. в катедралата работи музей на църковните икони и книги.
През 2008 г. храмът е претърсен от служители на Службата за сигурност на Украйна, които се опитват да намерят доказателства за сепаратистка дейност.
През септември 2012 г. в храма избухва пожар.